# Racing Club de Beyrouth
Maillots
Actualités
Le Racing Club de Beyrouth (en arabe : نادي الراسينغ بيروت), plus couramment abrégé en Racing Beyrouth ou Racing, est un club libanais de football fondé en 1950 et basé à Beyrouth, capitale du pays.

## Histoire
Le club est historiquement connu comme étant lié à la communauté chrétienne du Liban.

### Rivalité
Le Racing entretient une rivalité avec l'autre équipe d'Achrafieh, à savoir le Club Sagesse. Le match entre les deux équipes est appelé le « Derby d'Achrafieh ».

## Palmarès
- Championnat du Liban (3)
  - Champion : 1956, 1965, 1970

- Coupe du Liban (0)
  - Finaliste : 1945, 1948

## Anciens entraîneurs
- Ljubiša Broćić
- Ioan Bogdan
- Dorian Marin
- Eugen Moldovan